# Lawrence Turman
Lawrence Turman (* 28. November 1926 in Los Angeles, Kalifornien; † 1. Juli 2023 ebenda) war ein US-amerikanischer Film- und Fernsehproduzent.

## Leben
Turman absolvierte an der University of California, Los Angeles ein Studium der freien Künste. Nach einem zweijährigen Dienst in der United States Navy arbeitete er zunächst für einige Jahre in der Firma seines Vaters.
Im Jahr 1961 produzierte Turman gemeinsam mit Stuart Millar seinen ersten Spielfilm, Chefarzt Dr. Pearson. Bis in die 2000er Jahre folgten mehr als 40 weitere Film- und Fernsehproduktionen. Seit 1974 führte er für rund zwei Jahrzehnte gemeinsam mit David Foster die Produktionsfirma The Turman Foster Company. Im Jahr 1996 gründete Turman mit John Morrissey die Produktionsfirma The Turman-Morrissey Company. In der Folge entstanden Filme wie Booty Call – One-Night-Stand mit Hindernissen (1997) und American History X (1998), an denen Turman als Ausführender Produzent beteiligt war.
Seit 1991 führte Turman das Peter Stark Producing Program der USC School of Cinematic Arts an der University of Southern California. Er war verheiratet und Vater mehrerer Kinder. 2005 veröffentlichte er das Buch So You Want To Be a Producer.
1971 inszenierte er mit The Marriage of a Young Stockbroker seinen ersten Spielfilm, 1983 folgte mit Ehe mit Hintergedanken sein zweiter Film als Regisseur. Weitere Regiearbeiten blieben aus.
Für die Produktion des Films Die Reifeprüfung wurde er 1968 für den Oscar in der Kategorie Bester Film nominiert.

## Filmografie (Auswahl)
- 1961: Chefarzt Dr. Pearson (The Young Doctors)
- 1962: Bretter, die die Welt bedeuten (I Could Go on Singing)
- 1964: Der Kandidat (The Best Man)
- 1966: Der tolle Mr. Flim-Flam (The Flim-Flam Man)
- 1967: Die Reifeprüfung (The Graduate)
- 1970: Die große weiße Hoffnung (The Great White Hope)
- 1975: Unter Wasser stirbt man nicht (The Drowning Pool)
- 1977: Helden von Heute (Heroes)
- 1977: Junge Liebe (First Love)
- 1979: Walk Proud
- 1981: Caveman – Der aus der Höhle kam (Caveman)
- 1982: Das Ding aus einer anderen Welt (The Thing)
- 1985: Das mörderische Paradies (The Mean Season)
- 1986: Nummer 5 lebt! (Short Circuit)
- 1986: Diese zwei sind nicht zu fassen (Running Scared)
- 1988: Nummer 5 gibt nicht auf (Short Circuit 2)
- 1989: Gleaming Heart – Rebellen auf Skateboards (Gleaming the Cube)
- 1994: Getaway
- 1994: Am wilden Fluß (The River Wild)
- 2001: Schlimmer geht’s immer! (What’s the Worst That Could Happen?)